# Parakladium

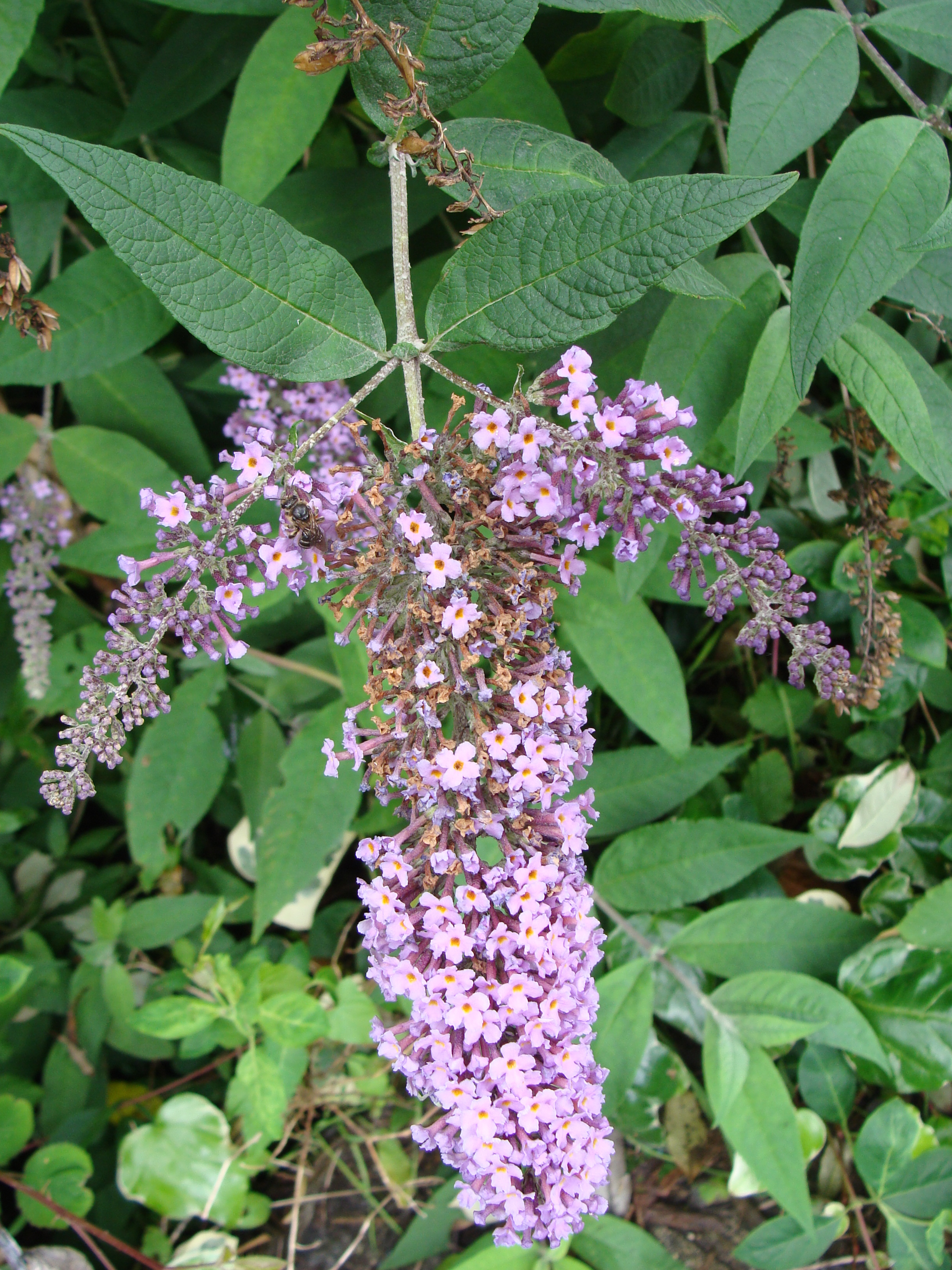
Blütenstand von Buddleja davidii: Hauptachse mit 2 Parakladien

Parakladium (auch Paracladium oder Parakladie) ist ein Begriff, der in der Botanik bei bestimmten Formen von zusammengesetzten Blütenständen (Infloreszenzen) verwendet wird: Spiegeln Seitentriebe des Blütenstandes Aussehen und Verzweigungsform des Blütenstands der Hauptachse wider (ggf. in verkleinerter Form), bezeichnet man diese Seitenachsen als Parakladien (oder auch als „Wiederholungstriebe“, da sie das Verhalten des Hauptsprosses gewissermaßen wiederholen).
Größere Komplexität kann ein derart zusammengesetzter Blütenstand dadurch erreichen, dass ein Parakladium selbst wieder Parakladien trägt (= Parakladium 2. Ordnung, 3. Ordnung etc.).